# Sheffield Supertram
Sheffield Supertram ist ein modernes Straßenbahnnetz in Sheffield, England. Es ist 29 km lang und verbindet das Stadtzentrum mit Middlewood und Malin Bridge im Nordwesten, Meadowhall im Nordosten, Herdings Park und Halfway im Südosten. Die Spurweite beträgt 1435 mm.

## Streckennetz
Der Bau des Streckennetzes begann 1991. Der erste Abschnitt wurde am 21. März 1994 eröffnet, der vorletzte am 23. Oktober 1995 in Betrieb genommen. Am 25. Oktober 2018 ging die Erweiterung nach Rotherham mit zwei Stationen in Betrieb. Die Züge dorthin verkehren erstmals in Großbritannien als Tram-Trains auf einer Eisenbahn-Güterstrecke, die mit einer Oberleitung (750 Volt Gleichspannung) versehen und über eine 160 Meter lange Verbindungskurve an das Straßenbahnnetz angebunden wurde. Um die Spurführungssysteme besser aneinander anzupassen, wurden abschnittsweise Strecken mit 55G2- statt 35G-TF-Rillenschienen erneuert.
Es gibt vier Linien. Pläne sehen neue Strecken nach Dore, Fulwood und Maltby vor. Zusätzlich sind neue Strecken nach Stocksbridge, Barrow Hill und Chesterfield in Form von Tram-Trains geplant.
- Gelbe Linie: Middlewood – Hillsborough – Cathedral – Arena – Meadowhall Interchange
- Blaue Linie: Malin Bridge – Hillsborough – Cathedral – Sheffield Station – Gleadless Townend – Halfway
- Violette Linie: Herdings Park – Gleadless Townend – Sheffield Station – Cathedral (in der Hauptverkehrszeit weiter nach Arena – Meadowhall Interchange)
- Tram-train: Cathedral – Rotherham Parkgate

## Fahrzeuge
Für das Straßenbahnnetz wurden ab 1992 von der DUEWAG in Zusammenarbeit mit Siemens 25 dreiteilige Züge des Typs Supertram erworben. Für den Tram-train-Betrieb erhielt Sheffield zwischen Dezember 2015 und November 2016 sieben Citylink-Züge. Letztere können auch mit einer Wechselspannung von 25 kV 50 Hz verkehren, was jedoch im derzeitigen Streckennetz (2022) nicht gebraucht wird. Diese Fähigkeit soll nach der Elektrifizierung der Midland Main Line nördlich von Sheffield eine Expansion des Streckennetzes erlauben.
Die Fahrzeuge vom Typ Supertram sollen bis März 2027 modernisiert werden, wobei ab 2032 der Ersatz durch Neufahrzeuge geplant ist.
| Vorhandene Fahrzeuge |                                         |      |          |        |         |
| Nummer               | Baureihe                                | Bild | V/max    | Anzahl | Baujahr |
| 101–125              | Supertram                               |      | 80 km/h  | 25     | 1992    |
| 201–207              | Vossloh Citylink (Britische Klasse 399) |      | 110 km/h | 7      | 2015    |

## Betreiber
Nach der Eröffnung am 21. März 1994 wurde das Straßenbahnnetz von der South Yorkshire Passenger Transport Executive betrieben, bevor 1997 Stagecoach Sheffield mit dem Betrieb beauftragt wurde, wobei der Vertrag bis 2024 lief. Am 22. März 2024 wurde die Betriebsführung an die städtische South Yorkshire Future Tram Ltd übertragen, um angefallene Investitionsrückstände zu beheben und die Errichtung eines integrierten Verkehrsnetzes zu ermöglichen.